# Brienzsjön
Brienzsjön (Brienzersee) är en insjö i kantonen Bern i centrala Schweiz. Brienzsjön har en yta på 30 km² och ett största djup på 261 meter. Aare är sjöns största tillflöde som även avvattnar sjön i väster förbi turistorten Interlaken till Thunsjön.
Sjön är en dalsjö, och sjöbäckenet och har karaktären av en sänkt floddal. Sjötrafiken på Brienzsjön är omfattande och via Aare står den i förbindelse med Thunsjön.
Brienzsjön ligger 564 meter över havet. Arean är 29,8 kvadratkilometer. Den sträcker sig 7,8 kilometer i nord-sydlig riktning, och 14,1 kilometer i öst-västlig riktning.
Följande samhällen ligger vid Brienzsjön:
- Interlaken (5 067 invånare)
- Matten bei Interlaken (3 676 invånare)
- Ringgenberg (2 514 invånare)
- Bönigen (2 233 invånare)
- Iseltwald (394 invånare)